# جانگدام
جانگدام (به لاتین: Jangdam) یک منطقهٔ مسکونی در جمهوری خلق چین است که در منطقه خودمختار تبت واقع شده‌است. جانگدام ۳۰۴ کیلومتر مربع مساحت و ۴٬۹۵۱ نفر جمعیت دارد.